# Włodzimierz Koprukowniak
Włodzimierz Koprukowniak (ur. 28 lipca 1931 w Wólce Zdunkówce) – polski działacz państwowy i partyjny, oficer służb mundurowych, były naczelnik powiatu kraśnickiego, w latach 1985–1988 wicewojewoda lubelski.

## Życiorys
Syn Franciszka i Amelii. Od 1949 należał do Związku Młodzieży Polskiej, a od 1953 do Polskiej Zjednoczonej Partii Robotniczej. Na początku lat 50. odbył służbę wojskową, od 1951 służył w Informacji Wojskowej. W latach 1954–1957 służył w organach bezpieczeństwa PRL: początkowo w Urzędzie ds. Bezpieczeństwa Publicznego, następnie od 1957 Milicji Obywatelskiej. Początkowo referent w Powiatowym Urzędzie Bezpieczeństwa Publicznego w Łukowie (ds. gmin Trzebieszów i Celiny) oraz w Lubartowie. W 1955 przeszedł kurs w Rocznej Szkole Podwyższania Kwalifikacji Referentów i Oficerów Śledczych Komitetu ds. Bezpieczeństwa Publicznego w ramach Centrum Wyszkolenia KdsBP w Legionowie. Następnie powrócił do PUBP w Lubartowie jako oficer operacyjny, w 1957 przeszedł na tożsame stanowisko w Komendzie Wojewódzkiej Milicji Obywatelskiej w Lublinie. W 1955 był sekretarzem Podstawowej Organizacji Partyjnej przy PUBP w Lubartowie.
W pierwszej połowie lat 70. (do maja 1975) był ostatnim naczelnikiem powiatu kraśnickiego, następnie pracował w Lublinie. Był jednym z inicjatorów włączenia Kraśnika Fabrycznego do Kraśnika. Od grudnia 1985 do stycznia 1988 zajmował stanowisko wicewojewody lubelskiego, m.in. uczestnicząc w zespole nadzorującym wizytę Jana Pawła II w Lublinie w 1987. W 1987 został prezesem Towarzystwa Przyjaciół Wioski Dziecięcej SOS w Kraśniku.